# Causa seconda
Nell'ambito dell'aristotelismo, del tomismo e del neotomismo, la causa seconda (in latino: causa secunda) indica una "causa particolare che deve la sua virtù all'azione universale della causa prima in essa [cioè Dio]".

## Scolastica
Gli Scolastici affermavano che la causa seconda agisc ein virtù di una causa prima (Causa secunda agit in virtute causae primae). 
Ciò significa anche che la causa prima, che è Dio, non è in opposizione alla causa seconda creaturale; al contrario, Dio si avvale dell'opera delle creature, inclusi i demoni, per perseguire il fine del Sommo Bene.
Diversamente dalla causa prima, che è unica, le cause seconde sono molteplici e concatenate causalmente tra loro: una causa seconda è a sua volta l'effetto di un'altra causa seconda, ad essa precedente nel tempo. Essa è lo strumento mediante il quale Dio preserva e dirige la sua creazione (Salmi 127:1). Nell'atto divino, invece, la causa prima opera contemporaneamente alle cause seconde (non è un'actio praevia).
Ad esempio, Dio è la causa prima che crea dal nulla il cielo, la terra e il mare. La terra e il seme sono la causa seconda dell'albero, che a sua volta la causa seconda del fiore, che a sua volta la causa seconda del frutto. 
In sintesi, Dio è sempre causa prima e, viceversa,in senso proprio, l'unica causa prima è Dio; tutte le altre cause sono cause seconde e sono costituite da creature. Nell'esempio anche il terreno e il seme potrebbero essere considerati causa prima di ciò che segue, inizio della concatenazione causale, ma di fatto Dio creatore è la vera causa prima anche della terra e del seme.

## Altri filosofi
La nozione di causa seconda è presente anche nella teologia cattolica, ad esempio nel pensiero di Ermanno di Carinzia.
Per Malebranche, la causa seconda è un tipo di causa occasionale, vale a dire un causalità cui si nega un nesso causale vero e proprio. Per George Berkeley, invece, è un segno che informa gli uomini e non Dio.